# Rafael Matesanz
Rafael Matesanz Acedos (Madrid, 1949) es un nefrólogo español. Fue jefe de sección de Nefrología del Hospital Universitario Ramón y Cajal de Madrid, aunque es más conocido por ser el creador y fundador de la Organización Nacional de Trasplantes (ONT) galardonada, junto con The Transplantation Society (TTS), con el Premio Príncipe de Asturias de Cooperación Internacional en 2010. Ha sido el redactor principal de la Directiva Europea de Trasplantes aprobada el 19 de mayo de 2010.

## Datos biográficos
Licenciado en Medicina en 1972 en la Universidad Complutense de Madrid, obtuvo el grado de doctor en 1980 en la Universidad Autónoma de Madrid ( tesis:Estudio de las fracciones glucagon inmunorreactivas del plasma en la insuficiencia renal experimental y en enfermos en hemodialisis periociclicas), realizando en la Fundación Jiménez Díaz la especialidad de nefrología. Desarrolló su actividad clínica en el Hospital Universitario Ramón y Cajal de Madrid.

### Organización Nacional de Trasplantes de España - ONT
Matesanz fue el creador y fundador, en septiembre de 1989 de la Organización Nacional de Trasplantes de España (ONT). Fue su director desde 1989 hasta 2001 y lo ha vuelto a ser desde septiembre de 2004 hasta el 12 de mayo de 2017, siendo sustituido, después de 28 años por jubilación, por la doctora Beatriz Domínguez-Gil, nefróloga de 46 años. La ONT es un organismo dependiente Ministerio de Sanidad del Gobierno de España y es responsable de la organización, planificación y coordinación de trasplantes de órganos, tejidos y células así como de los trasplantes de células madre sanguíneas: médula ósea y cordón umbilical. 
Matesanz es el artífice y responsable del llamado modelo español de trasplantes que ha llevado a España desde los niveles medio y bajos en donación durante los años ochenta a situarse en el primer lugar del mundo desde 1992 hasta la actualidad, es decir más de un cuarto de siglo, con tasas de donación y trasplante de más del doble que la Unión Europea.

### Otros cargos y responsabilidades
Rafael Matesanz ha desempeñado los siguientes cargos:
- Director general del Instituto Nacional de Salud español (INSALUD), organismo responsable de atención primaria y hospitalaria, de 10 de los 17 comunidades autónomas españolas desde 1996 a 2000.
- Presidente del Comité Nacional de Trasplantes de España desde su creación en 1990 hasta el año 2000, y nuevamente desde 2004 hasta 2017.
- Presidente del Comité de Expertos del Consejo Europeo de Trasplantes durante 7 años, desde 1995 hasta 2000, y nuevamente desde 2003 hasta 2005, además de vicepresidente de esta comisión desde 2005 a 2006. En el año 2000 fue cesado por la ministra Celia Villalobos como delegado, recuperando el puesto a raíz del nuevo nombramiento de la ministra Ana Pastor. Su segunda candidatura fue presentada por la delegación italiana.[8]
- Presidente de la Comisión Nacional Española de Nefrología desde 2001 a 2006. Asimismo ha sido secretario de la Comisión Nacional Española de Nefrología durante el período 1990-2001.
- Director del máster en Organización de Coordinación y Trasplante de la Universidad de Barcelona (1993-1994 y 2005-2006). Director de formación de posgrados en cursos impartidos en la Universidad de Barcelona, Internacional Menéndez Pelayo (Santander), Alicante y Complutense (Madrid).
- Desde abril de 2001 hasta enero de 2004, director científico de la Organización Toscana de Trasplantes (Italia), así como colaborador de la Centro Nacional de Trasplantes de Italia para la formación de coordinadores de trasplantes.
- Desde abril de 2002 hasta enero de 2004, director del Instituto Toscano de Tumores en Florencia, Italia.
- Desde enero a septiembre de 2004 director general del Centro Nacional de Trasplantes y Medicina Regenerativa de España.
- Presidente del Consejo Iberoamericano de Donación de Órganos y Trasplantes, desde noviembre de 2005 hasta su jubilación en 2017.
- Presidente del Comité Científico de la Fundación Mutua Madrileña desde 2014 hasta la actualidad
- Asesor de la Organización Mundial de la Salud (OMS) para la estrategia mundial sobre los trasplantes.

## Publicaciones
Como autor
Rafael Matesanz es autor de más de 500 artículos en revistas internacionales y más de 100 capítulos de libros o monografías sobre la nefrología, la donación de órganos y el trasplante.
Como editor y responsable científico de revistas
Matesanz ha sido editor jefe de la revista Nefrología (publicación oficial de la Sociedad Española de Nefrología) desde 1986 a 2007, Nefrología extrahospitalaria , Revista Española de Trasplantes (publicación oficial de la ONT), y TRANSPLANT NEWSLETTER (Publicación oficial del Consejo de Europa (desde 1993 hasta 2018).

## Condecoraciones y premios

Escudo atribuido como caballero del Mérito Civil.

Rafael Matesanz ha recibido, entre otros, los siguientes premios y condecoraciones:
- 1999 - Premio Rey Jaime I a la Investigación Médica, Medicina Clínica
- 2007 - Gran Cruz de la Orden Civil de Sanidad de España
- 2010 - Premio Príncipe de Asturias de Cooperación Internacional, conjuntamente con The Transplantation Society (TTS)
- 2010 - Académico de número de la Academia Médico-Quirúrgica de España
- 2007 - Oficial de la Orden al Mérito de Duarte, Sánchez y Mella de la República Dominicana
- 2012 - Doctor honoris causa por la Universidad Isalud de Buenos Aires, Argentina
- 2013 - Académico Honorario de la Real Academia Nacional de Medicina de España
- 2014 - Medalla de Oro del Ayuntamiento de Madrid
- 2015 - Doctor honoris causa por la Universidad de Lérida
- 2015 - Homenot de la Sanitat Catalana
- 2016 - Gran Cruz de la Orden del Dos de Mayo
- 2017 - Doctor honoris causa por la Universidad de la República de Montevideo, Uruguay
- 2017 - Miembro de Honor de la Real Academia de Medicina y Cirugía de la Región de Murcia
- 2017 - Español Universal 2017 - Fundación Independiente
- 2018 - Doctor honoris causa por la Universidad Católica de Murcia
- 2018 - Gran cruz de la Orden del Mérito Civil de España[10]
- 2019 - Medalla de las Cortes Generales - Congreso / Senado: 40 Aniversario de la Constitución
- 2022 - Living Legend Award - The Transplantation Society (TTS)